# Oberbillig
Oberbillig est une municipalité allemande de la Verbandsgemeinde Konz située dans l'arrondissement de Trèves-Sarrebourg, en Rhénanie-Palatinat, dans l'ouest du pays.

## Géographie
La commune est délimitée au nord-ouest par la frontière luxembourgeoise et la Moselle qui la séparent du canton de Grevenmacher. La Sûre se jette dans la Moselle entre Oberbillig et le village luxembourgeois de Wasserbillig se trouvant sur l’autre rive de la Moselle. C’est à partir de ce confluent que la Sûre fait office de frontière germano-luxembourgeoise vers le Nord et que la Moselle en fait de même vers le Sud.